# قارب موزة

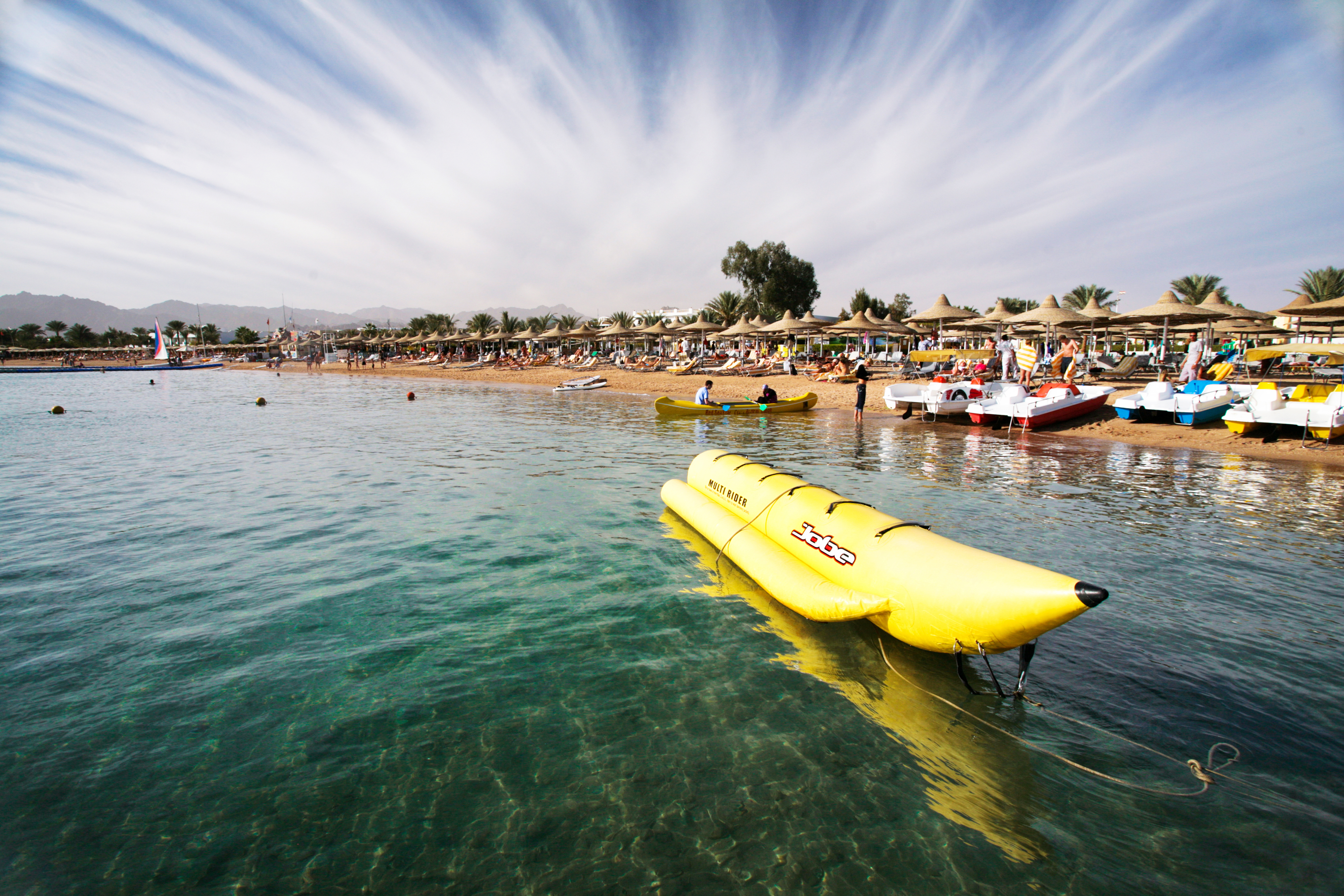
قارب الموزة في خليج نعمة بمدينة شرم الشيخ

ركوب قارب الموزة من الهوايات أو النشاطات الترفيهية التي يمارسها جانب من السياح عند زيارتهم منتجع شاطئي. وعلى الركاب ارتداء سترة نجاة شخصية وإتقان السباحة لضمان سلامتهم. وهي أكثر أمانا من رياضات مائية أخرى كالتزلج على الماء.